# Ульпиана
Ульпиана (лат. Ulpiana) — древнеримский город в Мёзии (ныне в Косове).
Город упоминается ещё в трудах географа Страбона под названием «старый город». Ульпиана была названа по имени императора Марка Ульпия Траяна. Этот город являлся важнейшим перевалочным пунктом на дороге, соединяющей Эгейское море и Дунай и дорогу, ведущей от Адриатики вниз по течению Дуная к Ратиарию. Неподалёку от Ульпианы располагались многочисленные серебряные рудники.
Notitia Dignitatum сообщает, что в городе находился римский гарнизон. Реформа областной администрации при Диоклетиане сделала Ульпиану столицей новообразованной провинции Дардания и местом жительства епископа. В 479 году город был разграблен и разрушен 3 тысячами готов во главе с Теодорихом Великим. Византийский историк Марцеллин Комит сообщает, что некий дарданский город был сильно повреждён землетрясением в 518 году. Возможно это была Ульпиана. При Юстиниане I по сообщению Прокопия Кесарийского:
«В области дарданов был древний город, по имени Ульпиана. Стены этого города разваливались и были вообще непригодны. Большую часть их император разрушил [и выстроил новые], придал этому городу много других украшений и, доведя его до того прекрасного вида, в каком он является теперь, назвал его Юстинианой Секундой; последним словом римляне обозначают „Второй“.»

В VI веке город, по всей видимости, был разрушен славянами. Современными археологами на территории Ульпианы были найдены многочисленные монеты, барельефы, фундаменты зданий.